# Acquaviva Picena
Acquaviva Picena település Olaszországban, Marche régióban, Ascoli Piceno megyében. Lakosainak száma 3654 fő (2023. január 1.). Acquaviva Picena Grottammare, Monteprandone, Offida, San Benedetto del Tronto, Monsampolo del Tronto és Ripatransone községekkel határos.

## Népesség
A település népességének változása:
| Lakosok száma | 3805 | 3799 | 3654 |
|               | 2017 | 2018 | 2023 |